# サルパ
サルパは、生物学上ホヤの仲間に分類される樽形でプランクトン性の尾索動物である。収縮により、寒天質の体に水を通すことで移動する。この推進方法は、ジェット推進としては動物界で効率の良いシステムの1つである。吸引した水を体内の捕食フィルターで濾過し、植物プランクトンを摂取する。
サルパは学名の Salpa に由来し、これが標準和名となった。厳密にはトガリサルパ属に属する7種の総称として使われている。

## 分布
赤道下、温帯、冷帯の海に棲息し、海面近くに単独または長い糸状コロニーとして観察される。最も多く見られるのは南極海で、しばしば深海で巨大な群れを形成してオキアミより多い事例もある。1910年以降に南極海のオキアミの個体数が減少すると、サルパの個体数が増えるように見える。ワシントン州沿岸でもサルパの個体数は増えている。
鉛直分布は太陽光の届く範囲である有光層に多く生息するとされる。鉛直移動する種は深い中層や深層で見つかることもある。最近の潜水艇を用いた調査などから、サルパ類の鉛直的分布深度はこれまでの想定より広範囲にわたることが明らかになってきている。

## 生活環
サルパは複雑な生活環を持ち、生殖の仕方が一世代ごとに交互に変わる。生活環には2つの段階があるが、双方の段階が同時に海中に存在する。見た目はかなり異なるが、どちらも寒天質でほぼ透明な管状の動物で、1-10センチメートル程度の大きさである。卵生個虫 (oozoid) と呼ばれる単独の段階では樽型だが、無性生殖によって数十から数百の個体からなる鎖を作り出し、これは小さい段階で親から切り離される。
鎖を構成する個体は芽生個虫 (blastozooid) と呼ばれる。浮遊中や食餌中も繋がったままで、それぞれの個体の大きさが成長する。個々の芽生個虫は有性生殖を行う。芽生個虫は隣接的雌雄同体で、最初に雌に成熟し、鎖中でより古い個体が生み出した雄性配偶子で受精する。胚は親の体壁に付着する。成長した卵生個虫は最終的に親の芽生個虫から放出され、単独の無性生殖段階に戻る。
世代の交代により、世代の時間を短くすることが可能になり、単独の段階と集合の段階の個体が同時に海中に存在する。植物プランクトンが豊富な時には、この速い生殖によりサルパが短期間繁栄し、大部分の植物プランクトンを食べ尽くす。大量のサルパを維持する餌が足りなくなると、この繁栄の期間は終わる。

## 海洋学上の重要性

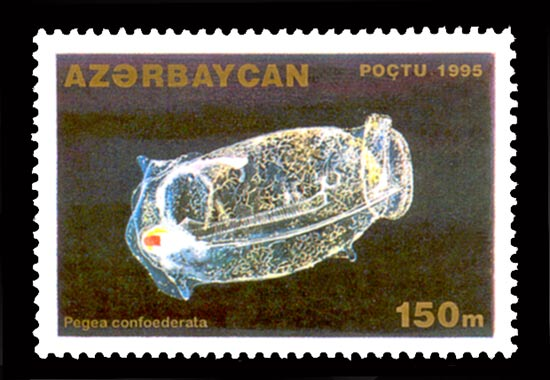
モモイロサルパ (Pegea confederata) を描いた1995年のアゼルバイジャンの切手

サルパが繁栄した理由の一つに、植物プランクトンの大量発生への対応方法がある。餌が十分であればサルパは急速にクローンを産み出し、あらゆる多細胞動物よりも速く成長して、海から急速に植物プランクトンを除去する。プランクトンの密度が高すぎると、サルパは動きを妨げられ沈む。この期間、浜辺にサルパの体がシート状に積み上がりスライム状になる。サルパと競合して他のプランクトンの個体数も変動する。
海中に沈むサルパの糞塊や死骸は炭素を海底に運ぶ。サルパの量は、海洋の生物ポンプの役割を効率良く果たすのに十分である。サルパの存在量や分布の大きな変化は、海洋の炭素サイクルを変えて気候変動に影響する可能性がある。

## 神経系及び他の動物との関係
底生性のホヤ類や、ウミタル目、ヒカリボヤ目等の海洋性尾索動物と近縁である。
透明で単純な体の構造とプランクトンのような行動からクラゲのように見えるが、背部神経索を持つ脊索動物である。
サルパは脊椎動物の前段階の形態を持つと考えられ、脊椎動物の進化モデルの出発点として用いられる。サルパの小さな神経の塊は原始的な神経系の最初の例で、のちにより複雑な脊椎動物の中枢神経系に進化したと考えられている。
アミダコはサルパの中に入り込んで回遊している。

## 分類
13属44種が属する。分類と種数はWoRMS、和名はBISMaL による。
Cyclosalpinae ワサルパ亜科
- Cyclosalpa de Blainville, 1827 ワサルパ属 - 11種
  - Cyclosalpa affinis (Chamisso, 1819) シャミッソオサルパ
  - Cyclosalpa bakeri Ritter, 1905 フタオサルパ
  - Cyclosalpa danae van Soest, 1975
  - Cyclosalpa floridana (Apstein, 1894)
  - Cyclosalpa foxtoni Van Soest, 1974 カスミサルパ
  - Cyclosalpa ihlei van Soest, 1974
  - Cyclosalpa pinnata (Forskal, 1775)
  - Cyclosalpa polae Sigl, 1912 エナガワサルパ
  - Cyclosalpa quadriluminis Berner, 1955
  - Cyclosalpa sewelli Metcalf, 1927 スジナシエナガワサルパ
  - Cyclosalpa strongylenteron Berner, 1955
- Helicosalpa Todaro, 1902 ネジレサルパ属 - 3種
  - Helicosalpa komaii (Ihle & Ihle-Landenberg, 1936) コマイサルパ
  - Helicosalpa virgula (Vogt, 1854) ネジレサルパ
  - Helicosalpa younti Kashkina, 1973

Salpinae サルパ亜科
- Pegea Savigny, 1816 モモイロサルパ属 - 3種
  - Pegea bicaudata (Quoy & Gaimard, 1826) ツノダシモモイロサルパ
  - Pegea confederata (Forsskal, 1775) モモイロサルパ
  - Pegea socia (Bosc, 1802)
- Soestia Kott, 1998 - 1種
  - Soestia zonaria (Pallas, 1774) フトスジサルパ
- Thetys Tilesius, 1802 オオサルパ属 - 1種
  - Thetys vagina Tilesius, 1802 オオサルパ
- Ihlea Metcalf, 1919 ハンモンサルパ属 - 3種
  - Ihlea magalhanica (Apstein, 1894)
  - Ihlea punctata (Forskal, 1775) ハンモンサルパ
  - Ihlea racovitzai (van Beneden & Selys Longchamp, 1913)
- Brooksia Metcalf, 1918  クチバシサルパ属 - 2種
  - Brooksia berneri van Soest, 1975
  - Brooksia rostrata (Traustedt, 1893) クチバシサルパ
- Ritteriella Metcalf, 1919 シマサルパ属 - 3種
  - Ritteriella amboinensis (Apstein, 1904) アンボイナサルパ
  - Ritteriella picteti (Apstein, 1904) リッターサルパ
  - Ritteriella retracta (Ritter, 1906) シマサルパ
- Salpa Forskal, 1775 トガリサルパ属 - 7種
  - Salpa aspera Chamisso, 1819 トゲトガリサルパ
  - Salpa fusiformis Cuvier, 1804 トガリサルパ
  - Salpa gerlachei Foxton, 1961
  - Salpa maxima Forskal, 1775 オオトガリサルパ
  - Salpa thompsoni (Foxton, 1961)
  - Salpa tuberculata Metcalf, 1918
  - Salpa younti van Soest, 1973 サキトゲトガリサルパ
- Iasis Savigny, 1816 - 1種
  - Iasis cylindrica (Cuvier, 1804) ツツサルパ
- Thalia Blumenbach, 1798 ヒメサルパ属 - 7種
  - Thalia cicar van Soest, 1973 フトヒメサルパ
  - Thalia democratica (Forskal, 1775) ホンヒメサルパ
  - Thalia longicauda (Quoy & Gaimard, 1824)
  - Thalia orientalis Tokioka, 1937 ヒメサルパ
  - Thalia rhinoceros van Soest, 1975
  - Thalia rhomboides (Quoy & Gaimard, 1824) トゲヒメサルパ
  - Thalia sibogae van Soest, 1973
- Metcalfina Ihle & Ihle-Landenberg, 1933 ロッカクサルパ属 - 1種
  - Metcalfina hexagona (Quoy & Gaimard, 1824) ロッカクサルパ
- Traustedtia Metcalf, 1918 センジュサルパ属 - 1種
  - Traustedtia multitentaculata (Quoy & Gaimard, 1834) センジュサルパ

## 漁業被害
1920年代にSalpa fusiformis が北海へ大量に侵入してニシン漁が衰退した。近年は福井県など一部地域の越前ガニ漁期に大量発生し、漁網が目詰まり、カニ引き上げ電動ウインチの破壊、漁網の破れ、など被害が発生し、水から引き上げた漁網もサルパが絡み付いて除去に困難している。

## 関連文献
- Bone, Q. editor (1998) The Biology of Pelagic Tunicates. Oxford University Press, Oxford. 340 p.